# دستغرد مار
دستغرد مار هي قرية في مقاطعة أصفهان، إيران. يقدر عدد سكانها بـ 523 نسمة بحسب إحصاء 2016.